# Albanezen in Duitsland
De Albanezen in Duitsland (Albanees: Shqiptarët në Gjermani; Duits: Albaner in Deutschland) zijn etnische Albanezen die in Duitsland woonachtig zijn. De Albanezen vormen in Duitsland een van de grotere migrantengroepen.

## Migratie
De Albanezen kwamen aanvankelijk medio de 20e eeuw als gastarbeider naar Duitsland. Hierna vluchtten veel Albanezen in de jaren 90 naar Duitsland vanwege politieke redenen in het communistische Albanië en de aanwakkerende Joegoslavische oorlogen, met name de Kosovo-oorlog.

## Demografie
In Duitsland wonen zo'n 300.000 etnische Albanezen. Ze wonen vooral in het westen van het land. De Duitse deelstaten met de grootste Albanese gemeenschappen zijn Baden-Württemberg, Beieren, Hessen, Nedersaksen en  Nordrhein-Westfalen.

## Bekende personen
- Diant Ramaj
- Shkodran Mustafi
- Jürgen Gjasula
- Klaus Gjasula
- Fatmire Alushi
- Orhan Ademi
- Donis Avdijaj
- Ilir Azemi
- Mergim Mavraj
- Fanol Përdedaj

1. ↑  https://www.destatis.de/DE/Themen/Gesellschaft-Umwelt/Bevoelkerung/Migration-Integration/Publikationen/Downloads-Migration/auslaend-bevoelkerung-2010200207004.pdf?__blob=publicationFile